# Hattimattur, Savanur
Hattimattur là một làng thuộc tehsil Savanur, huyện Haveri, bang Karnataka, Ấn Độ.